# Ted Benoît
Thierry 'Ted' Benoît (Niort, 25 juli 1948 – Parijs, 30 september 2016) was een Frans striptekenaar.
Zijn tekenstijl wordt gerekend tot de klare lijn.

## Levensloop
Benoît volgde een filmopleiding aan het IDHEC, waarna hij aanvankelijk in 1971 regieassistent voor de televisie was. Vervolgens debuteerde hij met enkele strips die in de tijdschriften Actuel en Géranonymo verschenen. Hij werd in deze periode voornamelijk geïnspireerd door undergroundstrips van Robert Crumb.
Van 1976 tot 1978 tekende hij bij het Franse stripblad L'Écho des savanes. Hier tekende hij onder andere de strip Hôpital. Deze strip verscheen in 1979 als zijn eerste album. Intussen begon hij ook te tekenen bij andere stripbladen, waaronder het Franse Métal hurlant en het Belgische (À suivre). Ook tekende hij in die periode bij de Franse krant Libération. Begin jaren 80 werd zijn werk bij enkele stripbladen en Libération gebundeld in de stripalbums Vers la ligne claire (1981) en Histoires vraies, die bij uitgeverij Les Humanoïdes associés verschenen.
In de jaren 80 veranderde hij intussen zijn tekenstijl onder invloed van de Nederlander Joost Swarte naar de klare lijn. Die toonde dat de klare lijn van Hergé niet enkel gebruikt kon worden voor verhalen zoals Kuifje, maar ook voor het soort verhalen dat Benoît wilde vertellen. Dat begon bij de strip Ray Banana, die hij voornamelijk voor (À suivre) maakte. Bijhorende uitgeverij Casterman gaf daarvan twee albums uit. Een derde album verscheen in 2014.
Voor Métal hurlant tekende hij voornamelijk gags met Bingo Bongo in de hoofdrol. Ook schreef hij samen met tekenaar Pierre Nedjar voor (À suivre) de strip L'homme de nulle part - Les mémoires de Thelma Ritter (Nederlands: De memoires van Thelma Ritter) van 1987 tot 1989. Hierin heeft de huishoudster van Ray Banana de hoofdrol. Dat verscheen in 1989 in albumvorm.
Na de dood van E. P. Jacobs kocht uitgeverij Dargaud de rechten van diens stripreeks Blake en Mortimer om de reeks verder te zetten. Bob De Moor werkte Jacobs' laatste album af en Benoît werd daarna de nieuwe tekenaar van Blake en Mortimer. Hij tekende uiteindelijk op scenario van Jean Van Hamme de albums De zaak Francis Blake (1996) en Bericht uit het verleden (2001). Dargaud was tevreden met de kwaliteit en verkoopcijfers, maar niet helemaal tevreden met het trage tempo van Benoît. Dus beslisten ze in 1998 dat een tweede tekenaar en scenarist intussen aan een ander album werkten. Zo verscheen intussen nog een album van André Juillard op scenario van Yves Sente. In 2003 kreeg Benoît een derde scenario, maar hij vroeg zes maanden bedenktijd. Uiteindelijk besliste hij dan om te stoppen met Blake en Mortimer.
Vervolgens verscheen in 2004 het one-shot Playback, naar het verhaal van Raymond Chandler. François Ayroles was de tekenaar op scenario van Benoît. Hierna richtte Benoît zich vooral op illustraties voor reclame.
In 2006 wilde Benoît nog een derde album voor Blake en Mortimer maken, genaamd Resurrection. Hij wilde wel enkel het scenario schrijven, tenzij de uitgever ook wilde dat hij het zou tekenen. Uitgeverij Dargaud keurde echter het scenario af.

## Erkenning
In 1979 ontving hij voor het album Hôpital (Nederlands: Ziekenhuis) een prijs op het stripfestival van Angoulême. In 1997 won op hetzelfde festival De zaak Francis Blake de Alph'Art du Public.
- Biblioteca Nacional de España: XX1158025
- Bibliothèque nationale de France: cb11891271v (data)
- Catàleg d'autoritats de noms i títols de Catalunya: 981058530204506706
- Gemeinsame Normdatei: 120049023
- International Standard Name Identifier: 0000 0000 6636 5425
- Library of Congress Control Number: n85274444
- Nationale Bibliotheek van Israël: 987009541162905171
- Nederlandse Thesaurus van Auteursnamen: 069460922
- RKD-Nederlands Instituut voor Kunstgeschiedenis: 483243
- Istituto Centrale per il Catalogo Unico: CFIV141479
- Système universitaire de documentation: 02671874X
- Virtual International Authority File: 36914483
- WorldCat: E39PBJgRQmPHjgkm4bybhhRkDq